# Pandean (Karanganyar)
Pandean is een bestuurslaag in het regentschap Ngawi van de provincie Oost-Java, Indonesië. Pandean telt 7227 inwoners (volkstelling 2010).